# Erannis luxuriaria
Erannis luxuriaria är en fjärilsart som beskrevs av Scholz 1943. Erannis luxuriaria ingår i släktet Erannis och familjen mätare. Inga underarter finns listade i Catalogue of Life.